# Varðin í Gøtu
Varðin A/S, også kendt som Varðin í Gøtu (Varðin fra Gøta) er en af de største og mest kapitalstærke virksomheder i Færøerne med hjemsted i Syðrugøta. Varðin er et moderselskab, der ejer flere andre selskaber og virksomheder, bl.a. ejer Varðin fire aktieselskaber, som ejer hver sin moderne trawler, der fisker pelagiske fisk som f.eks. makrel og sild. Direktør for Varðin er Jákup Jacobsen, også kendt som Dunga Jákup. Der er flere andre færinger som hedder Jákup Jacobsen, det kan skyldes det, at han ofte kaldes Dunga Jákup. Dunga betyder dynge og findes i flere stednavne og nogle har det som efternavn. Der findes gadenavne på Færøerne som hedder Dungagøta, Dungabrekka og Dungavegur.

## Historie
Varðin blev etableret i 1985 under navnet Vinnan A/S af 16 mænd, som satte 8,6 millioner i selskabet, og bestilte et nyt skib, som de lod bygge. Skibet var et af 16 skibe, som kom med i den såkaldte Skibspakke (færøsk: Skipapakkin) som Atli Dams regering gav landskassegaranti til. Skibet fik navnet Tróndur í Gøtu og skulle fiske sortmund til fødevarer. Skibet kom til Færøerne i december 1986, det fik en hård start af flere årsager, dels var der ikke så megen fisk som forventet, dels var markedsprisen meget lavere end den havde været. De havde taget lån fra den svenske bank PK-Finans. Banken tillod dem af lade være med at betale afdrag i to kvartaler, men det hjalp ikke i længden. Som en nødløsning talte rederen og mandskabet sammen om, om de ville godtage at få mindre i løn; de havde fået 20% af fangsten, og de gik med på at gå ned i løn og fik derefter 16%. En af årsagerne til, at mandskabet gik med til dette var, at de fleste af dem selv havde sat penge i skibet, og hvis det gik konkurs, så ville de også miste mange penge. Selskabet var tæt på konkurs, og i 1988 var rederen på vej i fogedretten, fordi den svenske bank havde mistet troen på projektet og forlangte, at skibet skulle sælges på tvangsauktion. Men rederen gjorde et sidste forsøg på at redde skibet ved at snakke med Føroya Banki, og de gik med på at overtage lånet på den betingelse, at ejerne ville kautionere for yderligere 3,5 millioner, som svarede til godt 200.000 til hver af de 16 ejere. Derefter gik til langsomt bedre, og i 1990 balancerede regnskabet. 
I 2002 lod Varðin et nyt skib bygge, det blev den hidtil dyreste investering. Skibet kostede 156 mio. kroner og fik navnet Finnur Fríði.
I 2009 skiftede selskabet navn fra Vinnan til Varðin, de tog det navn, som datterselskabet, der ejede Tróndur í Gøtu, havde haft indtil da. Dette datterselskab hedder nu Hvamm. I 2010 skiftede de den gamle Tróndur í Gøtu ud med en ny moderne trawler, som skulle fiske pelagiske fisk. Denne trawler fik samme navn som den gamle og kostede ca. 260 millioner kroner.

## Datterselskaber og skibe
- A/S Hvamm, M/S Tróndur í Gøtu - trawler, bygget i 2010
- A/S Krossbrekka, M/S Finnur Fríði - trawler, bygget i 2003
- A/S Driftin, M/S Jupiter - bygget i 1973, moderniseret i 1996, har før hørt til i Shetland, kaldtes da Altaire.[5]
- A/S Gulenni, M/S Tummas T

## Ejerskab i produktionsvirksomheder
Varðin ejer en del af virksomheden Faroe Origin i Runavík. De andre ejere er: Framherji, Samherji og Bacalao. Faroe Origin ejer disse fiskeskibe: Heykur, Rókur, Stelkur, Falkur, Lerkur, Bakur.
Varðin har sammen med Delta Seafood fra Tvøroyri bygget den pelagiske fiskeproduktionsvirksomhed Varðin Pelagic i Tvøroyri (Suðuroy). Varðin Pelagic blev bygget i 2012, der var offentlig reception den 2. juli 2012 og åbnede i august 2012, da makrel-sæsonen begyndte. Baggrunden for at bygge virksomheden var, at EU truede med at boykotte Færøerne, EU påstod, at Færøernes sildefiskeri ikke var bæredygtigt, mens færinger påstod det modsatte. I forventning om en boykot blev færingerne derfor nødt til selv at bygge pelagiske virksomheder, hvor den pelagiske fisk kunne forarbejdes, da færinger under en boykot ikke ville kunne komme af med sild og makrel i EU lande. EU iværksatte sin boykot imod Færøerne pga. uenighed om sild- og makrelkvoter. Den varede i et år fra 2013 til 2014. Færøske fiskeskibe som havde makrel eller sild ombord fik ikke lov til at sejle ind i EU-havne, heller ikke danske havne. Det gav ekstra omkostninger i form af længere transport, da en stor del af fisken måtte transporteres via fly, men det lykkedes at finde andre markeder end EU, og færingerne overlevede krisen med EU boykotten.